# 정진 (1941년)
정진(鄭珍, 1941년 11월 22일 ~ 2016년 6월 2일)은 대한민국의 배우이다.

## 생애
만주국 지린 성 지린에서 출생하였으며 지난날 한때 일제 강점기 평안남도 평양에서 잠시 유아기를 보낸 적이 있고 그 후 일제 강점기 경기도 인천 제물포에서 성장한 그는 동국대학교 연극영화학과를 나왔으며 연극연출가 이해랑(李海浪)에게 픽업되어 1962년 연극배우로 첫 데뷔를 하였고 5년 후 1967년 TBC 동양방송 특채로 텔레비전 드라마에 첫 출연하였으며 영화배우 데뷔는 1973년 사극 영화 《오타 줄리아와 도꾸가와 이에야스》로 데뷔하였다. 이후 1984년 MBC 문화방송 사극 드라마 《설중매》에서 한명회(韓明澮) 역을 배역하여 1985년 제23회 백상예술대상에서 TV부문 연기상을 수상하였다.
그는 2000년 KBS 한국방송공사 사극 드라마 《태조 왕건》의 능환(能奐) 장군 역과 2009년 KBS 한국방송공사 사극 드라마 《천추태후》의 고현(高峴) 내관 역으로도 친숙한 연기자이다.

## 학력
- 동산고등학교 졸업
- 동국대학교 연극영화학과 중퇴 (1988년 명예 학사 학위)

## 출연작

### 연극
- 1962년 《암행어사 박문수》 ... 상원군 이공 역(단역)

### 텔레비전 드라마
- 1974년 TBC《맏딸》
- 1977년 TBC《별당 아씨》
- 1980년 MBC《전원일기》 - 각종 단역
- 1981년 MBC《제1공화국》 ... 김희갑 역
- 1982년 KBS1《풍운》
- 1982년 MBC《공주갑부 김갑순》
- 1983년 KBS1 《어머님 날 낳으시고》
- 1983년 MBC《조선 왕조 오백년 - 추동궁 마마》 ... 무학대사 박자초 역
- 1983년 MBC《3840 유격대》
- 1984년 MBC《설중매》 ... 한명회 역
- 1985년 MBC《임진왜란》 ... 도요토미 히데요시 역
- 1985년 KBS2《해돋는 언덕》
- 1987년 MBC 《푸른교실》
- 1990년 KBS1 《만석꾼 며느리 뽑기》
- 1991년 KBS1 《기다리는 빛》
- 1994년 SBS《도깨비가 간다》
- 1995년 MBC《제4공화국》 ... 김희갑 역
- 1996년 HBS 현대방송《삼층집 사람들》
- 2000년 KBS《태조 왕건》 ... 능환 역
- 2003년 SBS《왕의 여자》 ... 우해월 역
- 2004년 MBC《영웅시대》 ... 일본인 이발사 역
- 2004년 KBS 《불멸의 이순신》 ... 임노인 역
- 2008년 SBS《식객》 ... 자운선생 역
- 2009년 KBS《천추태후》 ... 고현 내관 역

### 영화
- 1973년 《오타 줄리아와 도꾸가와 이에야스》
- 1988년 《성공시대》 ... 회장 역